# Локари, Дэвид
Дэвид Локари (англ. David Lochary; 	21 августа 1944 года, Балтимор, Мэриленд, США — 29 июля 1977 года, Нью-Йорк, штат Нью-Йорк, США) — американский актёр. Известен своим участием в ранних фильмах Джона Уотерса в качестве актёра, гримёра и стилиста. Также являлся сосценаристом короткометражки «История Дайаны Линклеттер». Придумал множество образов для скандальной дрэг-квин Дивайн. В последние годы жизни увлёкся наркотиками, вследствие чего Уотерс отказался от сотрудничества с ним. Скончался в результате несчастного случая 29 июля 1977 года в Нью-Йорке.

## Фильмография
| Год  |     | Русское название          | Оригинальное название      | Роль                              |
| ---- | --- | ------------------------- | -------------------------- | --------------------------------- |
| 1966 | кор | Римские свечи             | Roman Candles              |                                   |
| 1968 | кор | Съешь свой макияж         | Eat Your Makeup            | Парень няньки                     |
| 1969 | ф   | Отстойный мир             | Mondo Trasho               | Пациент клиники / Доктор Котангер |
| 1970 | кор | История Дайаны Линклеттер | The Diane Linkletter Story | Арт Линклеттер                    |
| 1970 | ф   | Множественные маньяки     | оригинальное название      | Мистер Дэвид                      |
| 1972 | ф   | Розовые фламинго          | Pink Flamingos             | Реймонд Марбл                     |
| 1974 | ф   | Женские проблемы          | Female Trouble             | Дональд Дэшер                     |
| 1998 | док | Божественный мусор        | Divine Trash               | камео                             |
| 2000 | док | В дурном вкусе            | In Bad Taste               | камео                             |
| 2013 | док | Я — Дивайн                | I Am Divine                | камео                             |